# G.-Jürgen Hogrefe

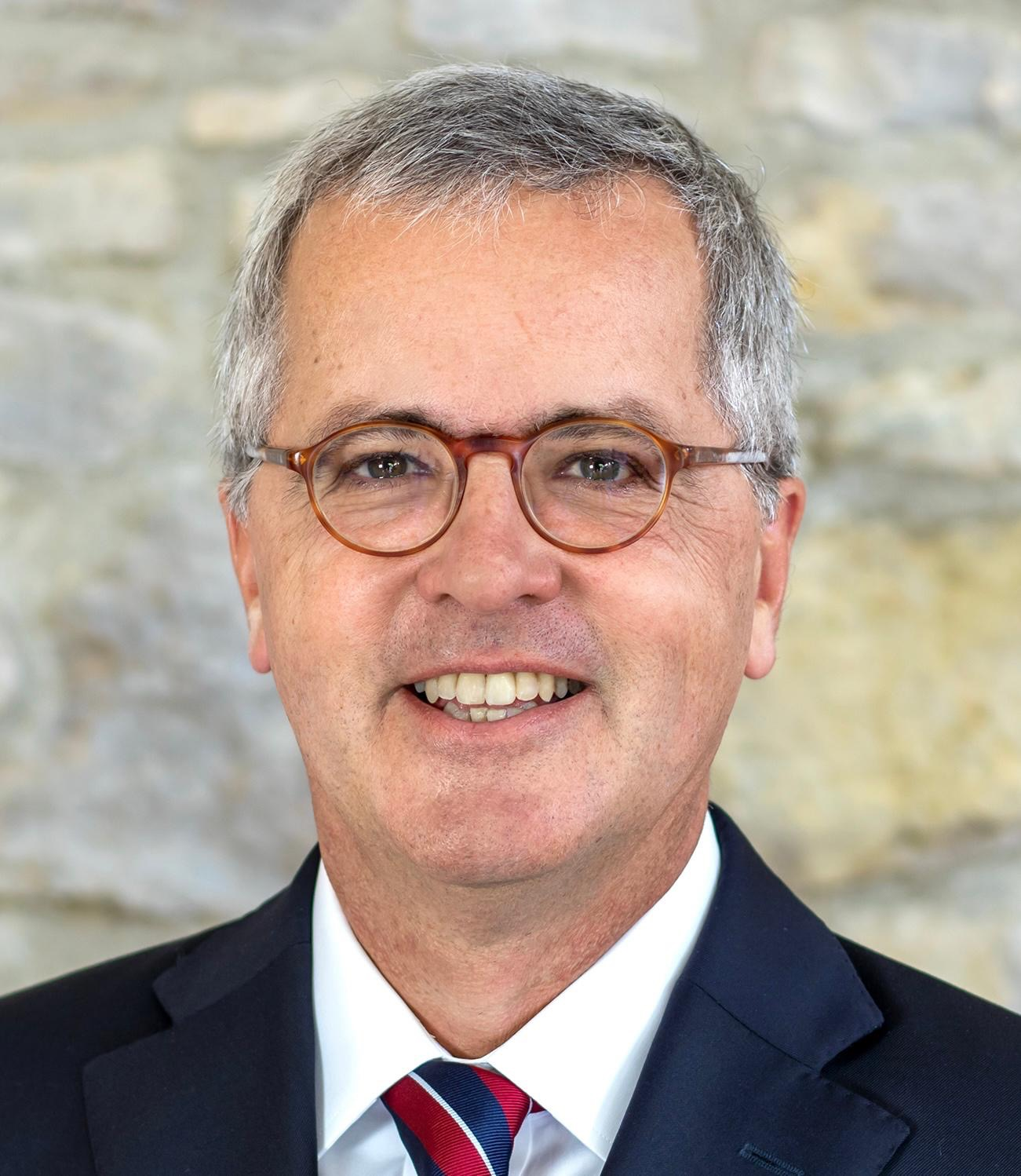
G.-Jürgen Hogrefe

Gerhard-Jürgen Hogrefe (G.-Jürgen Hogrefe) (* 21. März 1960 in Göttingen) ist ein deutscher Psychologe und Verleger. Er leitet den Hogrefe Verlag in zweiter Generation und hat ihn zu einer international aktiven Verlagsgruppe mit den Schwerpunkten Psychologie und  weiteren Gesundheitsthemen ausgebaut, in der er CEO und Vorsitzender des Vorstandes (Group Executive Board GEB) ist.

## Leben
Hogrefe ist der Sohn des Verlegers Carl Jürgen Hogrefe (1924–2007), der den  nach ihm benannten Verlag 1949 gründete.
Nach dem Abitur in Göttingen und einem Praktikum bei der American Psychological Association (APA) 1978/79 in Washington studierte Hogrefe Psychologie  von 1979 bis 1985 an der Universität Salzburg und schloss das Studium mit der Promotion ab. Während seines Doktoratsstudiums  in den 1980er Jahren untersuchte Hogrefe gemeinsam mit Heinz Wimmer und Josef Perner die Fähigkeit von Kleinkindern, auf der Grundlage expliziter und impliziter Informationen soziale Schlussfolgerungen zu ziehen.
Nachdem der Hogrefe Verlag den Verlag Hans Huber in Bern 1984 erworben hatte, trat G.-Jürgen Hogrefe 1985 in die Geschäftsführung des Verlages Hans Huber ein. Seit 1994 führt er das Gesamt-Unternehmen Hogrefe Verlag, nachdem sein Vater die Verantwortung an ihn übertragen hatte. Im Jahr 2001 wurde die Dachgesellschaft Hogrefe Verlagsgruppe GmbH gegründet. Gegenwärtig ist er CEO und Vorsitzender des Vorstandes (Group Executive Board GEB, welches 2013 geschaffen wurde).
Heute (Stand Mai 2025) beschäftigt die Verlagsgruppe mehr als 650 Mitarbeitende in 18 Ländern und bietet nach eigenen Angaben eines der umfangreichsten Portfolios psychologischer Fachliteratur, wissenschaftlicher Zeitschriften und psychologischer Testverfahren – in bis zu 24 Sprachen. Sie gehört zu den internationalen Branchenführern mit über 2.500 Fachbüchern, mehr als 40 wissenschaftlichen Zeitschriften und rund 2.300 psychologischen Tests.
Hogrefe engagiert sich für die wissenschaftliche Qualität und europäische Zusammenarbeit in der psychologischen Diagnostik. Anfang der 1990er Jahre war er Mitgründer der European Test Publishers Group (ETPG) und ist bis heute im Vorstand dieses Verbandes tätig. Neben der klassischen Publikation von Tests hat er mit dem Hogrefe Testsystem auch die digitalisierte Anwendung von psychologischen Tests gefördert. Zudem war er ab 1995 mehrere Jahre Vorstandsmitglied der International Association of Scientific, Technical and Medical Publishers (STM), die Verlagsgruppe ist dort weiter reguläres Mitglied.
Im Jahr 2022 wurde Hogrefe anlässlich der Frankfurter Buchmesse vom Börsenverein des Deutschen Buchhandels mit der Goldenen Nadel für außergewöhnliche Verdienste für die Buchbranche geehrt. Von 2007 bis 2015 war er Mitglied im Branchenparlament des Börsenvereins, von 2015 bis 2021 im Ausschuss für Verlage und viele Jahre als Vertreter der Verlage in der VG Wort aktiv. Als Mitglied des Urheber- und Verlagsrechts-Ausschusses, dem er seit 2007 angehört und dessen Vorsitzender er 15 Jahre lang war, setzt er sich für das Urheberrecht ein.
Im Jahr 2009 hat er mit „Hogrefe Open Mind“ ein Modell vorgestellt, welches Open Access Publikationen und traditionelle subskriptionsbasierte Publikation von Zeitschriftenartikeln vereint, dabei Verlagen eine kommerzielle Basis erhält und wahlweise auch den freien Zugang zu Artikeln gewährleistet. Dies wurde nachfolgend in der Verlagsgruppe umgesetzt.

## Persönliches
G. Jürgen Hogrefe ist verheiratet mit Brigitta Hogrefe, die ebenfalls in Salzburg Psychologie studiert und promoviert hat und heute beratend im Vorstand des Hogrefe-Verlages tätig ist. Sein Bruder Dieter Hogrefe ist Professor für Telematik an der Universität Göttingen.
Zwei seiner vier Kinder, Antonia Hogrefe, promovierte Psychologin, sowie Friedrich Hogrefe, MBA in Medienmanagement, sind in die Geschäftsleitung der Verlagsgruppe eingetreten und sichern so den Fortbestand des Verlages als Familienunternehmen in der dritten Generation. Seine Tochter Sophie, eine frühere Leistungssportlerin, ist Festivaldirektorin der Murten Classics und hat von 2014 bis 2021 ebenfalls im Verlag mitgearbeitet. Seine Tochter Juliane arbeitet als Rechtsanwältin in Bern.